# Cónclave de 1513
El cónclave de 1513 fue la elección papal que eligió a Giovanni di Lorenzo de Medici como el Papa León X para suceder al fallecido Julio II.

## Votación
Tras la celebración el 4 de marzo de la misa del Espíritu Santo por el cardenal Bakócz en la capilla de San Andrés de la Basílica de San Pedro, el secretario Tommaso Inghirami pronunció el elogio fúnebre del difunto papa, el obispo de Castellamare Pedro Flóres la oración Pro pontifice eligendo y los veinticinco cardenales presentes se dirigieron al Palacio Apostólico Vaticano donde se celebraría el cónclave.  
Los primeros días se dedicaron a la elaboración de una capitulación cónclave, en la que todos los electores convinieron en 
proseguir la guerra contra los turcos, en la reforma de la Curia y su permanencia en Roma y en la continuación del Concilio de Letrán V.  Se estableció también que sería necesario el consentimiento de dos tercios del Colegio Cardenalicio para el nombramiento de nuevos cardenales y legados y para la declaración de guerras y alianzas, que los cardenales cuyos ingresos no excedieran los 6000 ducados recibirían 200, que ninguno de ellos sería enviado a una legación contra su voluntad, y que los beneficios de San Pedro, San Juan de Letrán y Santa María la Mayor deberían conferirse a ciudadanos romanos.
El primer escrutinio se llevó a cabo el 10 de marzo después de la lectura ceremonial de la bula Cum tam divino de Julio II contra la simonía.  La propia votación se llevó a cabo en la Capilla Sixtina, dónde antiguamente se ubicaba la de San Nicolás de Bari. Según el estatuto de los cardenales-diáconos, Giovanni di Medici fue el encargado del recuento de los votos. El cardenal Serra recibió trece votos en la primera votación, posiblemente de los cardenales más ancianos, mientras que los más jóvenes, y en particular de los nobles y de la realeza apoyaron a Medici.
Esa noche en la cena, el cardenal Médici y el cardenal Raffaele Riario (los dos papables principales) fueron vistos en más de conversación. Incluso antes de la votación que tuvo lugar al día siguiente, corrió el rumor entre los cardenales sobre el resultado de la conversación, y cada cardenal acudió a la celda de Medici para felicitarlo.
Medici fue elegido por unanimidad en el primer escrutinio de la mañana. Una ventana que había sido cerrado para el cónclave fue abierta para que el cardenal Alessandro Farnese anunciara a Médici por el nombre que había elegido: León X.
Como Medici solo había sido ordenado diácono, era necesario que fuera ordenado sacerdote y consagrado obispo inmediatamente. El 15 de marzo de 1513 fue ordenado sacerdote por el cardenal Raffaele Sansoni Riario, el 17 consagrado y el 19 coronado por Alessandro Farnese.

## Colegio Cardenalicio
En el cónclave se hallaron presentes el sacristán del Palacio Apostólico Gabriele Mascioli con su asistente Domenico Limota, los secretarios Tommaso Inghirami y Bartolomeo Siliceto, el maestro de ceremonias Paride Grassi con sus ayudantes Baldassare di Nicolò e Ippolito Morbiolo, y el médico Scipione Lancellotti.  Cada uno de los cardenales llevaba con él dos o tres conclavistas.
| - Raffaele Riario - Domenico Grimani - Jaime Serra - Marco Vigerio della Rovere - Francesco Soderini - Tamás Bakócz - Francisco de Remolins - Niccolò Fieschi - Adriano di Castello - Robert Guibé - Sisto Gara della Rovere - Leonardo Grosso della Rovere - Carlo Domenico del Carretto - Christopher Bainbridge - Antonio Maria Ciocchi del Monte - Pietro Accolti - Achille Grassi - Mateo Schinner - Bandinello Sauli - Giovanni de' Medici - Alessandro Farnese - Luigi d'Aragona - Marco Corner - Alfonso Petrucci - Sigismondo Gonzaga | - Ippolito d'Este - Philippe de Luxembourg - Amanieu d'Albret - François Guillaume de Castelnau-Clermont-Ludève - Francisco Jiménez de Cisneros - Matthäus Lang von Wellenburg Cuatro cardenales habían sido excomulgados por Julio II por su participación en el Concilio de Pisa, y por lo tanto no pudieron participar. Todos ellos fueron luego reintegrados al Colegio Cardenalicio por León X. - Federico Sanseverino - Bernardino López de Carvajal - Guillaume Briçonnet - René de Prie |